# Синдром високого маку
Синдро́м висо́кого ма́ку (англ. tall poppy syndrome — TPS) — іронічне зневажливе словосполучення, що описує соціальний феномен, за якого обдарованих від природи осіб зневажають, вони зазнають нападок та ганьби через свої здібності чи досягнення, які вирізняють їх з-поміж оточення. Вживають здебільшого у США, Канаді, Австралії та інших країнах Англосфери. В Австралії значення терміна розширилося і стало не лише негативним.

## Походження

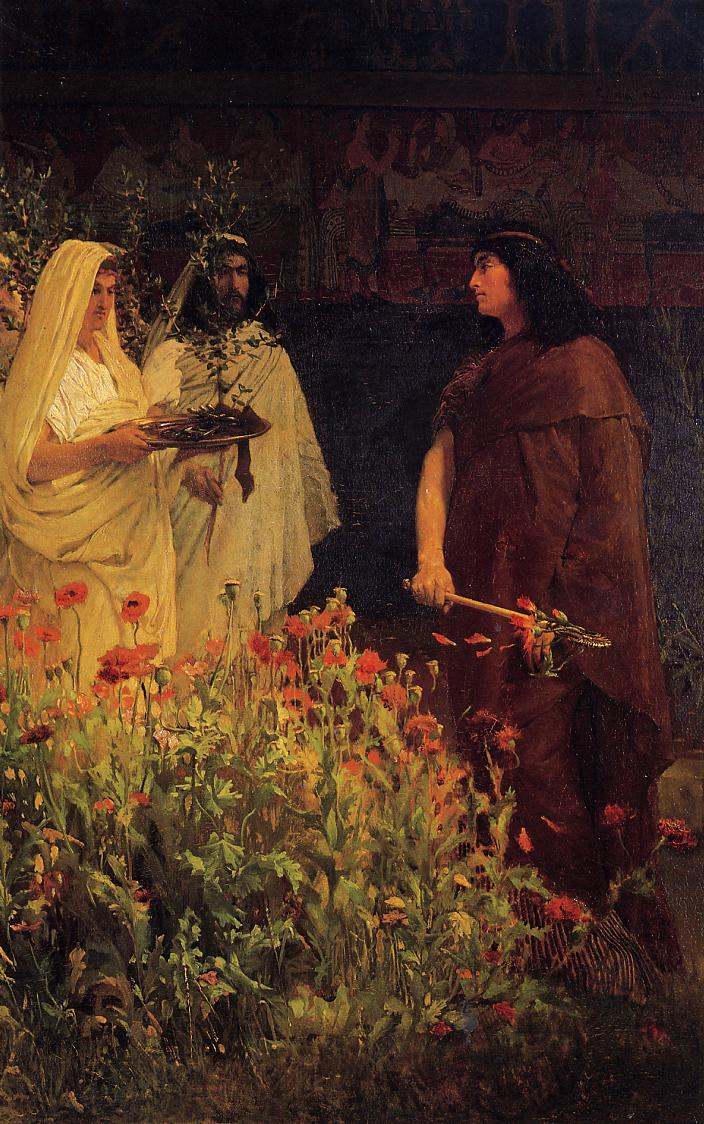
Лоуренс Альма-Тадема, «Тарквіній Гордий», зображено короля, який отримує лавр, маки на передньому плані — посилання на алегорію про «високий мак».

Термін походить зі згадки у Геродотовій «Історії» (Кн. 5), «Політиці» Аристотеля (1284a) та «Історії Риму» Тита Лівія (кн. 1).

Геродот, Історія, кн. 5:
Періандр послав до Трасібула вісника з запитанням, який державний устрій йому встановити, щоб якнайкраще владарювати в місті і щоб бути йому поза небезпекою.
Трасібул повів ту людину, яку прислав до нього Періандр, за місто в поле і зайшов із нею на засіяну ниву і, походжаючи з вісником серед колосся, запитував його про його подорож із Коринфа до Мілета і весь час повертався до цієї розмови, а коли бачив, що якийсь колос перевищував інші, він виривав його і кидав на землю так, що винищував найкращу і найдовшу на зріст частину колосся. І коли Трасібул так пройшов від краю і до краю все поле, не сказавши вісникові ані слова у відповідь на його запитання, він відіслав його назад. Коли вісник повернувся в Коринф, Періандр нетерпляче хотів довідатися про пораду Трасібула. Проте, вісник сказав йому, що той не дав йому жодної поради і він не міг зрозуміти, до якої людини він його послав, до якогось зовсім божевільного на його думку, яка не дає собі ради зі своїх учинків, і почав розповідати Періандрові, як він бачив, що робив Трасібул. Проте, Періандр зрозумів, що це означало, і витлумачив це собі, а саме, що Трасібул радив йому повбивати видатних громадян, і тоді він виявив громадянам усю свою лютість.
Саме маки згадуються у праці Тита Лівія щодо римського короля-тирана Тарквінія Гордого. Лівій пише, що Тарквіній прийняв посланця від свого сина Секста Тарквінія, який питав, що йому робити далі в Габії, адже він там уже став всемогутнім. Замість відповіді Тарквіній повів посланця у сад, узяв дрючок і почав розмахувати ним, скошуючи таким чином найвищі маки. Посланець, не дочекавшись відповіді, повернувся у Габій і переповів Сексту побачене. Секст зрозумів, що батько порадив йому стратити найбільш видатних габійців, що і зробив потому.

## Вживання
В Австралії фразу вперше згадують 1864 року, проте загальновживаною вона стала у 1931, коли прем'єр-міністр Нового Південного Уельсу Джек Ленг (Jack Lang (Australian politician)) описав свою егалітарну політику як «рубання голів „високим макам“». «Пан Ленг змусив декого з „великих маків“ страждати, тих кого вдалося».
Перед тим, як стати прем'єр-міністром Великої Британії Маргарет Тетчер пояснила свою філософію американській аудиторії як «дозволити вашим макам рости високими».

## Зв'язок з іншими культурами
Концепція «закону Янте» (janteloven) у Скандинавії та «A kent yer faither» («англ. I knew your father», ‘я знав твого батька’) у Шотландії дуже близькі синдрому високого маку англомовних кран. У Голландії аналогічний феномен має назву Maaiveldcultuur ‘культура [вкорочення до] рівня ґрунту’.